# Sofia Oxenham
Sofia Oxenham, född 1994,  är en brittisk skådespelare.
Oxenham har bland annat medverkat i TV-serien Extraordinary där hon spelar Carrie. Hon har även medverkat i TV-serien Poldark.

## Filmografi (i urval)
- 2019 – Poldark (TV-serie)
- 2023 – Extraordinary (TV-serie)